# 7e étape du Tour de France 2009
Pour un article plus général, voir Tour de France 2009.
La 7e étape du Tour de France 2009 a eu lieu le 10 juillet. Le parcours de 224 kilomètres reliait Barcelone, en Espagne, à la station de ski d'Arcalis, dans la principauté d'Andorre. La victoire est revenue en solitaire au Français Brice Feillu.

## Parcours
Cette septième étape, la première de haute montagne, emmène les coureurs de Barcelone, en Espagne, à la station de ski d'Arcalis, dans la principauté d'Andorre. Il s'agit de la seconde étape à l'étranger.
Le parcours est d'abord plutôt vallonné jusqu'au 120e km et le port d'Oliana : 7,7 km à 7,1 % à 1 160 m d'altitude. Une montée plus douce amène les cyclistes dans la principauté d'Andorre et à la montée finale d'Arcalis, avec une pente de 7,1 % sur 10,6 km, à 2 240 m d'altitude.

## Récit
Un premier groupe de huit coureurs se détache au premier kilomètre, et est rapidement repris par le peloton. L'échappée du jour est lancée après huit kilomètres de course par Egoi Martínez (Euskaltel-Euskadi), Christophe Riblon (AG2R La Mondiale) et José Iván Gutiérrez (Caisse d'Épargne). Rinaldo Nocentini (AG2R La Mondiale), Aliaksandr Kuschynski (Liquigas), Christophe Kern (Cofidis), Jérôme Pineau (Quick Step), Brice Feillu (Agritubel) et Johannes Fröhlinger (Team Milram) les rejoignent au 34e km.
Le groupe de neuf échappés prend de l'avance. L'écart maximal est de 14 minutes et 20 secondes au km 65. La formation Astana se porte en tête du peloton et réduit puis stabilise l'écart. Il est de 11 minutes et 45 secondes au Port de Solsona et de 12 minutes au col de Serra-Seca.
En arrivant dans la Principauté d'Andorre, l’écart demeure supérieur à 11 minutes. Le rythme s’accélère cependant, à plus de 30 km de l'arrivée. À l'approche de l'ascension finale, des coureurs des équipes Silence-Lotto et Garmin Chipotle se rapprochent de la tête du peloton. Celui-ci est composé d'une soixantaine de coureurs au pied de la montée.
Les échappés débutent cette dernière avec environ 7 minutes d'avance sur le peloton. Kuschynski est le premier coureur du groupe à être distancé. Plusieurs attaques vaines interviennent, par Kern, puis Riblon. Brice Feillu accélère à 5 kilomètres de la ligne d’arrivée. Il distance ses poursuivants pour atteindre un écart de 32 secondes peu avant le dernier kilomètre. Il perd du temps dans les derniers hectomètres mais parvient à remporter l'étape, franchissant la ligne d'arrivée avec 5 secondes d'avance sur Kern. Les 6 autres échappés prennent les places suivantes. Kuschynski ayant été repris par le peloton se classe 77e.
Malgré un début d'ascension présentant une pente plus forte et jugé plus favorable aux attaques, les offensives tardent à être lancées dans le groupe des favoris. Les coureurs d'Astana Sérgio Paulinho, Haimar Zubeldia puis Yaroslav Popovych mènent le groupe et « imposent un train soutenu pour éviter les attaques d'Andy Schleck, Cadel Evans et Carlos Sastre», suivant la consigne de leur directeur sportif Johan Bruyneel. En outre, le vent de face semble dissuader les éventuels attaquants.
Evans tente une première attaque, mais reste suivi par une vingtaine de coureurs. Son coéquipier Jurgen Van den Broeck part à son tour à 2 kilomètres de l'arrivée, et est contré par Alberto Contador. Malgré la poursuite lancée par Andy Schleck, il distance ses rivaux et n'est pas rejoint. Il arrive seul en neuvième position, 3 minutes et 26 secondes après Feillu.
Cet écart permet à Rinaldo Nocentini de revêtir le maillot jaune avec 6 secondes d'avance sur Contador. Il est le premier Italien à porter le maillot jaune depuis Alberto Elli en 2000.

## Sprints intermédiaires
| Premier   | José Iván Gutiérrez   | 6 Pts. |
| Deuxième  | Aliaksandr Kuschynski | 4 Pts. |
| Troisième | Egoi Martínez         | 2 Pts. |

| Premier   | Christophe Kern | 6 Pts. |
| Deuxième  | Egoi Martínez   | 4 Pts. |
| Troisième | Jérôme Pineau   | 2 Pts. |

| Premier   | José Iván Gutiérrez | 6 Pts. |
| Deuxième  | Jérôme Pineau       | 4 Pts. |
| Troisième | Johannes Fröhlinger | 2 Pts. |

| Premier   | Brice Feillu        | 20 Pts. |
| Deuxième  | Christophe Kern     | 17 Pts. |
| Troisième | Johannes Fröhlinger | 15 Pts. |
| Quatrième | Rinaldo Nocentini   | 13 Pts. |
| Cinquième | Egoi Martínez       | 11 Pts. |

## Côtes
| Premier   | Christophe Riblon   | 3 Pts. |
| Deuxième  | Egoi Martínez       | 2 Pts. |
| Troisième | José Iván Gutiérrez | 1 Pts. |

| Premier   | Christophe Riblon     | 4 Pts. |
| Deuxième  | Aliaksandr Kuschynski | 3 Pts. |
| Troisième | Egoi Martínez         | 2 Pts. |
| Quatrième | Brice Feillu          | 1 Pts. |

| Premier   | Christophe Riblon     | 15 Pts. |
| Deuxième  | Egoi Martínez         | 13 Pts. |
| Troisième | Aliaksandr Kuschynski | 11 Pts. |
| Quatrième | Christophe Kern       | 9 Pts.  |
| Cinquième | Brice Feillu          | 8 Pts.  |
| Sixième   | Jérôme Pineau         | 7 Pts.  |
| Septième  | Rinaldo Nocentini     | 6 Pts.  |
| Huitième  | José Iván Gutiérrez   | 5 Pts.  |

| Premier   | Christophe Riblon     | 4 Pts. |
| Deuxième  | Aliaksandr Kuschynski | 3 Pts. |
| Troisième | Egoi Martínez         | 2 Pts. |
| Quatrième | Christophe Kern       | 1 Pts. |

| - 5. Arcalis, hors-catégorie (kilomètre 224) \| Premier \| Brice Feillu \| 40 Pts. \| \| Deuxième \| Christophe Kern \| 36 Pts. \| \| Troisième \| Johannes Fröhlinger \| 32 Pts. \| \| Quatrième \| Rinaldo Nocentini \| 28 Pts. \| \| Cinquième \| Egoi Martínez \| 24 Pts. \| \| Sixième \| Christophe Riblon \| 20 Pts. \| \| Septième \| Jérôme Pineau \| 16 Pts. \| \| Huitième \| José Iván Gutiérrez \| 14 Pts. \| \| Neuvième \| Alberto Contador \| 12 Pts. \| \| Dixième \| Cadel Evans \| 10 Pts. \| |                     |         |
| Premier | Brice Feillu        | 40 Pts. |
| Deuxième | Christophe Kern     | 36 Pts. |
| Troisième | Johannes Fröhlinger | 32 Pts. |
| Quatrième | Rinaldo Nocentini   | 28 Pts. |
| Cinquième | Egoi Martínez       | 24 Pts. |
| Sixième | Christophe Riblon   | 20 Pts. |
| Septième | Jérôme Pineau       | 16 Pts. |
| Huitième | José Iván Gutiérrez | 14 Pts. |
| Neuvième | Alberto Contador    | 12 Pts. |
| Dixième | Cadel Evans         | 10 Pts. |

## Classement de l'étape
| Classement de la 7e étape | Classement de la 7e étape | Classement de la 7e étape | Classement de la 7e étape | Classement de la 7e étape |
|                           | Coureur                   | Pays                      | Équipe                    | Temps                     |
| ------------------------- | ------------------------- | ------------------------- | ------------------------- | ------------------------- |
| 1er                       | Brice Feillu              | FRA                       | Agritubel                 | en 6 h 11 min 31 s        |
| 2e                        | Christophe Kern           | FRA                       | Cofidis                   | + 5 s                     |
| 3e                        | Johannes Fröhlinger       | GER                       | Team Milram               | + 25 s                    |
| 4e                        | Rinaldo Nocentini         | ITA                       | AG2R La Mondiale          | + 26 s                    |
| 5e                        | Egoi Martínez             | ESP                       | Euskaltel-Euskadi         | + 45 s                    |
| 6e                        | Christophe Riblon         | FRA                       | AG2R La Mondiale          | + 1 min 5 s               |
| 7e                        | Jérôme Pineau             | FRA                       | Quick Step                | + 2 min 32 s              |
| 8e                        | Iván Gutiérrez            | ESP                       | Caisse d'Épargne          | + 3 min 14 s              |
| 9e                        | Alberto Contador          | ESP                       | Astana                    | + 3 min 26 s              |
| 10e                       | Cadel Evans               | AUS                       | Silence-Lotto             | + 3 min 47 s              |
| modifier                  |                           |                           |                           |                           |

## Classement général
| Classement général à la 7e étape | Classement général à la 7e étape | Classement général à la 7e étape | Classement général à la 7e étape | Classement général à la 7e étape |
|                                  | Coureur                          | Pays                             | Équipe                           | Temps                            |
| -------------------------------- | -------------------------------- | -------------------------------- | -------------------------------- | -------------------------------- |
| 1er                              | Rinaldo Nocentini                | ITA                              | AG2R La Mondiale                 | en 25 h 44 min 32 s              |
| 2e                               | Alberto Contador                 | ESP                              | Astana                           | + 6 s                            |
| 3e                               | Lance Armstrong                  | USA                              | Astana                           | + 8 s                            |
| 4e                               | Levi Leipheimer                  | USA                              | Astana                           | + 39 s                           |
| 5e                               | Bradley Wiggins                  | GBR                              | Garmin-Slipstream                | + 46 s                           |
| 6e                               | Andreas Klöden                   | GER                              | Astana                           | + 54 s                           |
| 7e                               | Tony Martin                      | GER                              | Team Columbia-HTC                | + 1 min 0 s                      |
| 8e                               | Christian Vande Velde            | USA                              | Garmin-Slipstream                | + 1 min 24 s                     |
| 9e                               | Andy Schleck                     | LUX                              | Team Saxo Bank                   | + 1 min 49 s                     |
| 10e                              | Vincenzo Nibali                  | ITA                              | Liquigas                         | + 1 min 54 s                     |
| modifier                         |                                  |                                  |                                  |                                  |

## Classements annexes

### Classement par points
| Classement par points | Classement par points | Classement par points | Classement par points | Classement par points |
| --------------------- | --------------------- | --------------------- | --------------------- | --------------------- |
|                       | Coureur               | Pays                  | Équipe                | Point(s)              |
| 1er                   | Mark Cavendish        | GBR                   | Team Columbia-HTC     | 106 points            |
| 2e                    | Thor Hushovd          | NOR                   | Cervélo TestTeam      | 105 pts               |
| 3e                    | Gerald Ciolek         | GER                   | Team Milram           | 66 pts                |
| modifier              |                       |                       |                       |                       |

### Classement de la montagne
| Classement du meilleur grimpeur | Classement du meilleur grimpeur | Classement du meilleur grimpeur | Classement du meilleur grimpeur | Classement du meilleur grimpeur |
| ------------------------------- | ------------------------------- | ------------------------------- | ------------------------------- | ------------------------------- |
|                                 | Coureur                         | Pays                            | Équipe                          | Point(s)                        |
| 1er                             | Brice Feillu                    | FRA                             | Agritubel                       | 49 points                       |
| 2e                              | Christophe Riblon               | FRA                             | AG2R La Mondiale                | 46 pts                          |
| 3e                              | Christophe Kern                 | FRA                             | Cofidis                         | 46 pts                          |
| modifier                        |                                 |                                 |                                 |                                 |

### Classement du meilleur jeune
| Classement général du meilleur jeune | Classement général du meilleur jeune | Classement général du meilleur jeune | Classement général du meilleur jeune | Classement général du meilleur jeune |
|                                      | Coureur                              | Pays                                 | Équipe                               | Temps                                |
| ------------------------------------ | ------------------------------------ | ------------------------------------ | ------------------------------------ | ------------------------------------ |
| 1er                                  | Tony Martin                          | GER                                  | Team Columbia-HTC                    | en 25 h 45 min 32 s                  |
| 2e                                   | Andy Schleck                         | LUX                                  | Team Saxo Bank                       | + 49 s                               |
| 3e                                   | Vincenzo Nibali                      | ITA                                  | Liquigas                             | + 54 s                               |
| modifier                             |                                      |                                      |                                      |                                      |

### Classement par équipes
| Classement par équipes | Classement par équipes | Classement par équipes | Classement par équipes |
|                        | Équipe                 | Pays                   | Temps                  |
| ---------------------- | ---------------------- | ---------------------- | ---------------------- |
| 1re                    | Astana                 | Kazakhstan             | en 79 h 39 min 51 s    |
| 2e                     | AG2R La Mondiale       | France                 | + 1 min 48 s           |
| 3e                     | Team Columbia-HTC      | États-Unis             | + 4 min 42 s           |
| modifier               |                        |                        |                        |

### Combativité
Christophe Riblon

## Abandons
Sébastien Joly